# Рябцев, Василий Григорьевич
Василий Григорьевич Рябцев (1924 — до 1985) — командир отделения 303-го гвардейского стрелкового полка 99-й гвардейской стрелковой дивизии (9-я гвардейская армия, 3-й Украинский фронт), гвардии сержант, участник Великой Отечественной войны, кавалер ордена Славы трёх степеней.

## Биография
Родился в 1924 году в хуторе Никольский (ныне Заветинский район Ростовской области России) в крестьянской семье. Русский. Окончил 4 класса. Работал трактористом в колхозе.
В 1943 году был призван в Красную армию Заветинским райвоенкоматом и направлен в 15-ю запасную стрелковую бригаду (город Сталинград, ныне — Волгоград). Отсюда убыл на Южный фронт. В сентябре 1943 года был тяжело ранен. После госпиталя воевал на Волховском фронте.
На завершающем этапе войны, весной 1945 года, сражался в рядах 303-го гвардейского стрелкового полка 99-й гвардейской стрелковой дивизии, был пулемётчиком, командиром отделения. Отличился в боях в Венгрии и Австрии.
В ходе Венской наступательной операции дивизия прорвала оборону противника севернее города Секешфехервар (Венгрия), в начале апреля дивизия нанесла удар в северо-западном направлении в обход Вены, во взаимодействии с 6-й гвардейской танковой армией сломила сопротивление противника, выдвинулась к Дунаю и отрезала противнику пути отступления на запад.
В апреле успешно вела бои в Вене. В ходе операции дивизия прошла с боями свыше 300 километров. В отдельные дни темп наступления её достигал 25-30 километров в сутки. В этих боях гвардии сержант Рябцев и заслужил все боевые награды.
Первую — медаль «За отвагу» — получил за то, что 17 марта в бою за населённый пункт Чор (Венгрия), при отражении трёх контратак с отделением уничтожило 20 вражеских солдат. Награждён приказом командира полка.
22 марта 1945 года в бою в районе города Берхида (медье Веспрем, Венгрия) гвардии сержант Рябцев огнём пулемёта уничтожил 15 гитлеровцев, вывел из строя пулемёт противника. За этот бой командиром полка был представлен к награждению орденом Славы 3-й степени (наградной лист был оформлен уже после Победы — 24 мая).
11	апреля 1945 года в бою в районе населённого пункта Пёллау (Австрия) гвардии сержант Рябцев в критическую минуту боя заменил вышедшего из строя командира взвода и поднял бойцов в атаку. Гранатами забросал траншею противника. За этот бой командиром полка был представлен к награждению орденом Славы 3-й степени (наградной лист был оформлен уже после Победы — 24 мая).
12	апреля 1945 года в бою в районе населённого пункта Пёллау (Австрия) гвардии сержант Рябцев с пятью бойцами своего отделения отразил 8 контратак противника, лично уничтожил 6 гитлеровцев. Затем поднял бойцов в атаку и выбил немцев из их траншей, захватил ручной пулемёт и продолжал весть из него огонь по врагу. Через несколько дней после этого боя командиром полка был представлен к награждению орденом Красной Звезды.
Приказами по частям 99-й гвардейской стрелковой дивизии от 24 апреля 1945 года (№ 11, за бой 12 апреля) 28 мая 1945 года (№ 22, за бой 23 марта) и 29 мая 1945 года (№ 23, за бой 11 апреля) гвардии сержант Рябцев награждён тремя орденами Славы 3-й степени (в нарушение статута ордена).
Боевой путь завершил в Чехословакии. После войны был демобилизован.
Ошибка с боевыми наградами была исправлена спустя 50 лет после Победы.
Приказом Министра обороны Российской Федерации от 13 сентября 1996 года (№ 535) приказы от 28 и 29 мая 1945 года был отменены, и Рябцев Василий Григорьевич награждён орденами Славы 2-й и 1-й степеней соответственно. Стал полным кавалером ордена Славы.
Сведений о жизни после войны нет. Умер до 1985 года. Дата кончины и место захоронения не установлены.

## Награды
- орден Славы III степени(13.09.1996)[2]
- орден Славы III степени(13.09.1996)[3]
- орден Славы III степени (20.04.1945)[4]
- Медаль «За отвагу»(20.04.1945)[5]
- Медаль «За победу над Германией в Великой Отечественной войне 1941—1945 гг.» (1945)[6]